# Kobyliny
Kobyliny – wieś w Polsce, w województwie warmińsko-mazurskim, w powiecie elbląskim, w gminie Młynary.
Do 2023 miejscowość była częścią wsi Ojcowa Wola.
W latach 1975–1998 Kobyliny administracyjnie należały do województwa elbląskiego.